# جزيرة دامر

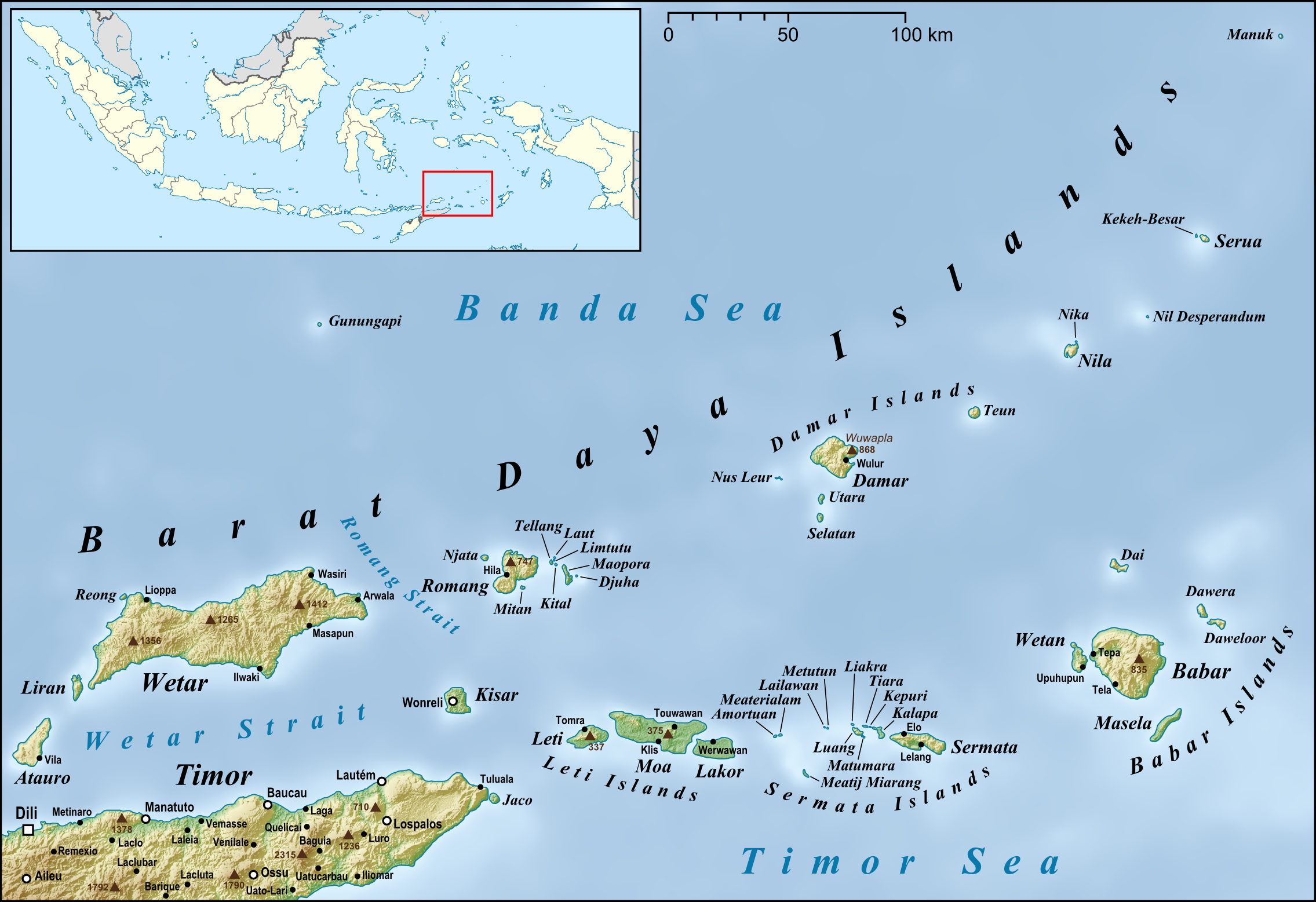
خريطة جزر دايا بارات

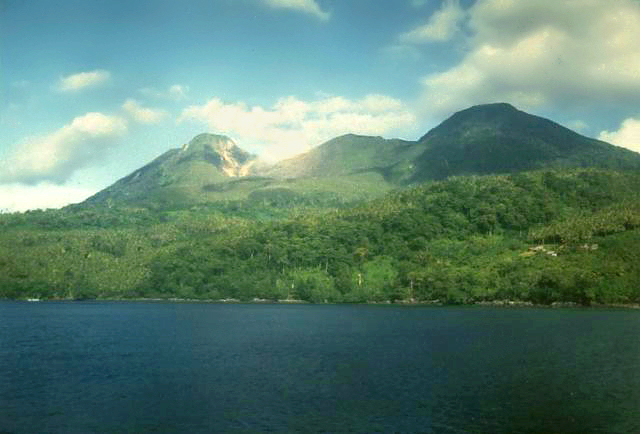
"جبل اورلالي" (Wurlali)

دامر أو دمار (بالإنجليزية: Damer, or Damar)‏، (بالإندونيسية: Pulau Damer)‏ ( بولاو دامر) هو جزيرة بركانية صغيرة، تقع ضمن مجموعة جزر بارات دايا في مقاطعة مالوكو في إندونيسيا، على الجانب الجنوبي من بحر باندا.
يبلغ طول جزيرة دامر حوالي 20 كم (12 ميل) وعرضها 18 كم (11 ميل). وتبعد حوالي 125 كم (78 ميل) شرق جزيرة رومانغ و 200 كم (124 ميل) شرق جزيرة ويتار. في الجزء الشمالي من الجزيرة تم إزالة الغابات بشكل كبير بغرض زراعة الأراضي الجافة من جوز الهند، الكاجو، حبوب البن، الكاكاو، والقرنفل وجوز الطيب، في حين لا تزال الغابات في الجزء الجنوبي على ما هي. ويتركز السكن في الشمال والشرق؛ ومعظم سكان الجزيرة هم من المزارعين أو الصيادين. أعلى نقطة في الجزيرة يبلغ ارتفاعها 868 متر (2847 قدم) وهي «جبل أورلالي»، وهو أنديزيت بركان طبقي.

## منطقة طيور هامة

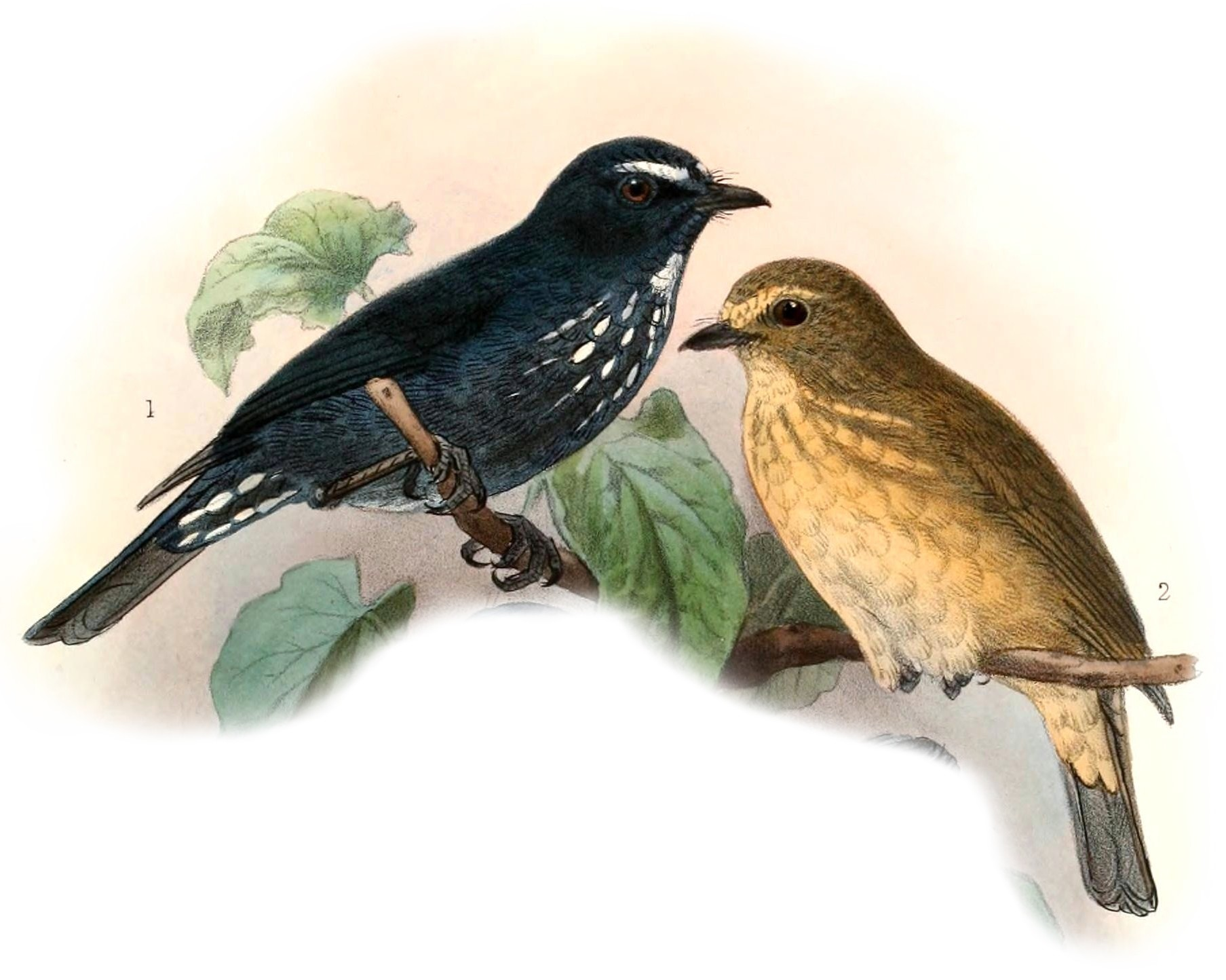
Damar flycatcher; 1901 illustration by John Gerrard Keulemans